# 申锡雨
申錫雨（韓語：신석우、1895年9月2日—1953年3月5日），號于蒼，是韓國獨立運動家，也是大韓民國國號的倡議人。
1948年大韓民國建國後曾擔任韓國駐中華民國大使。任內歷經了中華民國政府遷台、連帶將大使館遷至台灣。